# 北越钩藤
北越钩藤（学名：Uncaria homomalla）为茜草科钩藤属下的一个种。

## 扩展阅读
- 維基物種上的相關：北越钩藤